# Paál Sándor
Paál Sándor (Budapest, 1910. május 18. – Madrid, 1972. november 8.) magyar filmrendező, forgatókönyvíró, színész és producer. Azon rendezők között tartották számon, akikre nagy hatással voltak a középkori Európában játszódó filmek.

## Életútja
Felesége 1948-tól Bartók Éva magyar színésznő volt.
A korabeli források névházasságról írnak, mellyel Paál a kommunista uralom alatt álló Magyarországról menekítette ki Bartókot. 
Pál megszervezte Bartók Londonba utazását, ahol főszerepet adott neki az A Tale of Five Cities (1951) című filmjében.
A házasságot 1951-ben felbontották.

## Filmográfia

### Forgatókönyvíró
- A Tale of Five Cities (1951)
- Stolen Face (1952)
- Columbus entdeckt Krähwinkel (1954)
- Comtesse des Grauens (1971)

### Színész
Budai cukrászda (1935) – Fotóriporter

### Rendező
- Columbus entdeckt Krähwinkel (1954)

### Producer
- Cloudburst (1951)
- A Tale of Five Cities (1951)
- Mantrap (1953)
- Four Sided Triangle (1953)[10]
- Three Cases of Murder (1955)
- Az aranyfej (1964) – amerikai-magyar koprodikció[11][12][13][14] [15]
- The Heroine (1967) – Orson Welles sokáig elveszettnek hitt, befejezetlen filmje
- Countess Dracula (1971)[16] – ezt a filmet tartják Paál utolsó filmjének[17]

## Fordítás
Ez a szócikk részben vagy egészben  az   Alexander Paal című angol Wikipédia-szócikk ezen változatának fordításán alapul.  Az eredeti cikk szerkesztőit annak laptörténete sorolja fel. Ez a jelzés csupán a megfogalmazás eredetét és a szerzői jogokat jelzi, nem szolgál a cikkben szereplő információk forrásmegjelöléseként.